# Màscares (Star Trek: La nova generació)
"Màscares" (títol original en anglès "Masks") és el dissetè episodi de la setena temporada, i el 169è de tota la sèrie, de la sèrie de televisió de ciència-ficció estatunidenca Star Trek: La nova generació. Es van emetre originalment el 14 de febrer de 1994 en redifusió als Estats Units. Va ser escrit per Joe Menosky i dirigit per Robert Wiemer.
Ambientada al segle XXIV, la sèrie segueix les aventures de la tripulació de la nau de la Flota Estel·lar de la Federació Enterprise-D sota el comandament del capità Jean-Luc Picard. En aquest episodi, un arxiu alienígena, com una Biblioteca d'Alexandria alienígena, que inicialment apareix com un cometa rebel a causa de la matèria acumulada, transforma l'«Enterprise», a més d'adaptar el tinent comandant Data per a una recreació de la mitologia de la seva cultura, incloent-hi la creació de dues màscares que estilísticament són "una mena d'encreuament entre veneciana i maia".

## Argument
Una classe de nens a bord de l'Enterprise-D i Data estan fent escultures d'argila sota la supervisió de Deanna Troi quan es descobreix un cometa rebel d'aspecte misteriós que es determina que ha estat en ruta des d'un sistema estel·lar distant durant vuitanta-set milions d'anys (des de mitjans del Cretàcic). La tripulació inicia una exploració de sensors, desencadenant un flaix de llum a bord i una distorsió dins del nucli intern del cometa. Els sensors es reconfiguren per a un escombrat de baixa intensitat que durarà trenta-nou hores. Divuit hores més tard, Data crea una màscara d'argila amb un símbol de brúixola idèntic al que es veu en un artefacte trobat a les estances de Troi i al terminal informàtic d'Eric Burton, cosa que aixeca sospites. Es descobreix que el cometa ha estat utilitzant els escanejos "Enterprise" com una ona portadora per enviar informació a la nau; això ha provocat que apareguin icones (símbols ideogràfics d'aspecte alienígena com ara glifs maies) que Data d'alguna manera pot llegir, a l'ordinador de la nau i que els sistemes replicador creïn artefactes per tota la nau. La tripulació utilitza un feix faser per eliminar la capa exterior del nucli del cometa i descobrir que una "peça de tecnologia geomètrica increïble, enorme, d'estil maia" es trobava al nucli intern de l'antic nucli del cometa. Data creu que l'objecte és un arxiu informatiu i està confinat a la seva habitació quan comença a exhibir el que es descriu com l'equivalent a múltiples personalitats, inicialment assumint la personalitat de l'entremaliat Ihat, però aviat manifestant-ne d'altres, com ara una víctima de sacrifici, un noi espantat i un ancià cansat, cadascun dels quals té una placa cerimonial identificativa collar. Tot i que inicialment l' "Enterprise" continua escanejant l'Arxiu, amb l'esperança de determinar com revertir o aturar els canvis, a poc a poc, la nau es transforma, de manera que la tripulació decideix intentar destruir l'Arxiu, només per ser impedida pels canvis. L'Arxiu activa un raig tractor, anul·lant els sistemes de control de la nau. Mentre Geordi busca el programa de transformació de l'Arxiu, el vapità Picard determina que necessiten entendre els significats dels artefactes i parla amb les diverses personalitats que Data exhibeix per obtenir més informació.
A través d'Ihat, Picard s'assabenta que una reina anomenada Masaka està despertant i que l'únic que pot parlar amb ella és un anomenat Korgano, una figura masculina. Ihat afirma que Masaka només apareixerà un cop s'hagi construït el temple de Masaka (el temple de la Reina). L'ancià, una altra de les personalitats exhibides per Data que es creu que és el pare de Masaka, proporciona a Picard la versió completa del símbol del temple, una icona que s'utilitza per crear aquest temple. Dins del temple, troben la imatge del sol de Masaka aparellada amb un símbol de banya, que Picard endevina que pot ser el símbol lunar de Korgano. Data es posa la màscara que havia creat d'argila amb el símbol sol de Masaka i escapa de les seves estances, arribant al temple de Masaka, on ell, ara manifestant Masaka, s'asseu al tron. Masaka es nega a comunicar-se amb el simple mortal Picard. Desesperat, Picard fa que Geordi introdueixi el símbol lluna de Korgano al programa de transformació de l'Arxiu, que produeix una màscara platejada amb el símbol lunar de Korgano al front. Picard decideix portar la màscara de Korgano per fer-se passar per Korgano i enfrontar-se a la personalitat de Masaka. En el personatge de Korgano, Picard convenç Masaka perquè dormi perquè ella i Korgano puguin continuar la seva "cacera" un altre dia. Amb la personalitat de Masaka adormida, tots els canvis a bord de l'"Enterprise" es reverteixen i Data torna a la normalitat. Geordi aconsegueix desactivar el programa de transformació de l'arxiu. Picard comenta que Data ha contingut, breument, personalitats que abasten els habitants de tota una civilització, i com a tal ha tingut una experiència que "transcendeix la condició humana".

## Artistes convidats
- Rickey D'Shon Collins - Eric Burton

## Recepció
Keith DeCandido el va qualificar a "tor.com" el 2013 com un episodi lleugerament per sota de la mitjana de "Star Trek: La nova generació". Va pensar que la idea bàsica era genial, però l'execució era feble. Per exemple, va trobar molt inversemblant que l'Arxiu pogués causar transformacions massives a l'"Enterprise" sense causar danys importants ni baixes entre la tripulació. També va assenyalar negativament que gairebé no es veuen altres membres de la tripulació en aquest episodi a part dels personatges principals. DeCandido va trobar que la representació de Brent Spiner de les quatre personalitats que han pres possessió de Data estava mal interpretada i va sentir que recordava més a caricatures que a personatges reals.
L'episodi ha estat descrit com a "incomprensible, impenetrable i incoherent." La revista Empire va declarar "Màscares" la seva elecció com el pitjor episodi de tota la sèrie Star Trek: La nova generació. Tècnicament, va ser escollit com el segon pitjor episodi, però Empire va decidir que "Ombres argentades" —la seva elecció inicial per al pitjor episodi— no comptava, perquè "Ombres argentades" era un episodi 'clip' de salts enrere.
El llibre del 2008 Computers Of Star Trek suggeria que el que hi havia al cometa i va començar a convertir la nau espacial era una mena de programari troià deixat pels extraterrestres D'Arsay. The Religions Of Star Trek assenyala que les màscares són el drama central d'aquest episodi, relacionat amb un tema de coses que s'amaguen i després es revelen.
El 2014, Ars Technica el va descriure com un dels episodis dolents de la setena temporada, però el va elogiar per "deixar que Brent Spiner jugués i s'ho passés bé".
El 2019, Screen Rant rva classificar "Màscares" com el desè pitjor episodi de Star Trek: La nova generació basat en les qualificacions de IMDB; van informar que era de 6,1 sobre 10 en aquell moment.

## Llançaments en vídeo
Aquests es va estrenar al Japó en LaserDisc el 9 d'octubre de 1998 com a part de la col·lecció de mitja temporada Log.14: Seventh Season Part.2.Aquest conjunt incloïa episodis des de "Cobertes inferiors" fins a la segona part de "Totes les coses bones...", amb pistes d'àudio en anglès i japonès.